# Opstand in Soweto
De Opstand in Soweto op 16 juni 1976 was een belangrijke gebeurtenis in de strijd tegen het Apartheidsbewind in Zuid-Afrika.
Soweto is de afkorting voor South Western Townships, de townships voor de zwarte bevolking ten zuidwesten van Johannesburg. Aanleiding voor de opstand waren de plannen van minister van onderwijs, Andries Treurnicht, om het Afrikaans als algemene onderwijstaal in te voeren.
Uit protest daartegen verzamelden de scholieren zich onder leiding van de scholier Tsietsi Mashinini voor een demonstratie in Orlando, Soweto. De politie sloeg de scholierenopstand keihard neer. Volgens de opgave van de politie kwamen bij de rellen 23
mensen om het leven; volgens de andere bronnen lag het aantal slachtoffers ruim boven de 500. Na de opstand werden talrijke jongeren bij razzia's opgepakt. De onlusten sloegen over op andere townships en duurden tot 1978. Het bloedbad leidde tot stakingen van de zwarte bevolking en wereldwijde protesten.
Het eerste slachtoffer van de opstand was de scholier Hastings Ndlovu. Veel bekender is echter de naam van Hector Pieterson. De foto waarop Hectors lichaam door zijn vriend Nbuyisa Mukhubu wordt weggedragen van het tumult, is de wereld overgegaan en heeft de wereld gechoqueerd. Pieterson is door zangeres Amanda Strydom bezongen in haar lied Hector P..